# Gongpoquansaurus
Gongpoquansaurus mazongshanensis
Genre
Espèce
Gongpoquansaurus est un genre éteint de dinosaures appartenant à l'ordre des ornithischiens, au sous-ordre des ornithopodes et à la famille des hadrosauridés. Ces animaux ont vécu au Crétacé inférieur, durant une partie de l'Albien, dans l'actuelle Chine.
C'est un genre comprenant une seule espèce homonyme Gongpoquansaurus mazongshanensis. Ce dinosaure a été décrit pour la première fois en 1997 par Lü Junchang à partir d'un crâne et d'un squelette postcrânien incomplet découverts dans la province de Gansu en Chine dans le groupe de Xinminpu de la formation Albienne de Zhonggou.

## Étymologie
Originellement baptisé Probactrosaurus mazongshanensis par Lü Junchang en 1997, David Eberth change la taxonomie du dinosaure en 2014 en Gongpoquandsaurus mazongshanensis pour ses caractéristiques crâniennes. Cette nouvelle taxonomie en fait un nouveau genre et non plus l'une des espèces du genre Probactrosaurus.
Son premier nom, Probactrosaurus mazongshanensis, signifie « avant Bactrosaurus », la personne ayant découvert le genre Probactrosaurus pensant que ce genre était l'ancêtre des bactrosaures. Ce nom vient du grec « baktêria » signifiant bâton et de « saurus » signifiant lézard. En ce qui concerne le terme mazongshanensis, c'est simplement l'endroit où l'espèce a été découverte, Mazongshan, une ville chinoise.
Le deuxième nom, Gongpoquansaurus mazongshanensis, proposé en 2014 par Eberth, signifie littéralement « le reptile de Gongpoquan », Gongpoquan étant un bassin de la province chinoise de Gensu et « saurus » provenant du grec et signifiant lézard.

## Description
Le spécimen type pour la description du genre, et de l'espèce homonyme, est l'IVPP V. 1133 (9208-21) qui est la partie caudale d'un crâne incomplet. L'IVPP est l'Institut de Paléontologie et Paléoanthropologie des Vertébrés (Institute of Vertebrate Paleontology and Paleoanthropology) de l'Académie des Sciences Chinoise de Pékin.
D'autres spécimens et parties de squelettes ont été répertoriés ; en 2014, il y en avait dix-huit : la partie d'un os carré gauche, deux dents maxillaires presque complètes, quatre dents isolées, quatre vertèbres cervicales (dont la dixième vertèbre cervicale presque complète), la deuxième vertèbre dorsale, un sacrum presque complet, deux séries de vertèbres caudales (dont certaines avec des épines neurales et des chevrons), une omoplate gauche complète, une partie d'un humérus gauche, la partie d'un processus pré-acétabulaire d'un ilium gauche, la partie d'un processus post-acétabulaire d'un ilium droit, des parties de poils pubiens droit et gauche, un fémur droit dont la partie proximale est manquante. Cependant, ces spécimens ont été découverts là où d'autres spécimens d'espèces différentes mais similaires ont été également découverts ; Eberth suggère donc de ne prêter une réelle attention à l'holotype dont il est certains que c'est un spécimen du genre Gongpoquansaurus.
David Norman, en 2002, suggérait que Probactrosaurus mazongshanensis était plus proche de l'espèce Altirhinus que de l'espèce Probactrosaurus gobiensis pour lequel l'espèce avait été classé avant 2014 dans le genre Probactrosaurus, et ce, en se basant sur des couronnes dentaires.
En 2010, Kenneth Carpenter et Hidemi Ishida remarquèrent de grandes différences entre le Probactrosaurus mazongshanensis et le Probactrosaurus gobiensis, laissant déjà penser à un nouveau genre. Parmi les différences remarquées par les deux paléontologues, l'immaturation du spécimen se témoignant par une fusion incomplète de l'arc neural avec le centrum. Les dents étaient tout particulièrement différentes avec de grandes crénulations marginales, plus petites chez le Probactrosaurus gobiensis, un sacrum arrondi verticalement alors qu'il est caréné chez le Probactrosaurus gobiensis et d'autres distinctions.
Éric Buffetaut et Suravech Suteethorn ont quant à eux suggéré une ressemblance à l'espèce Siadmon nimngami, en 2011, en raison de dents supérieures très semblables à celles du Probactrosaurus mazongshanensis.
En 2014, Eberth définit l'espèce Probactrosaurus mazongshanensis en un nouveau genre, Gongpoquansaurus mazongshanensis, en raison de caractéristiques le distinguant du genre Probactrosaurus. Ces caractéristiques sont une fenestration supra-temporelle transversalement allongée, une surface dorsale large et plate au niveau des pariétaux avec une rainure médiane profonde et une grande crête nucale droite.
On sait également qu'il ne possède pas de crète secondaire, ce qui le distingue du Sirindhorna.

## Systématique

### Phylogénie
Le cladogramme de David Eberth, réalisé en 2014, indique la position de Gongpoquansaurus mazongshanensis au sein de la famille des hadrosauridés, montrant les relations phylogénétiques de cette espèce. Ce cladogramme est basé sur les résultats des analyses cladistiques de Iain McDonald en 2010 et 2011 ainsi que celles de Hailu You, Daqing Li et Weichang Liu en 2011 (ces chercheurs ayant ajouté le lien avec Xuwulong yueluni) :
|  | Gongpoquansaurus mazongshanensis |
|  | |
|  | \| \| Eolambia caroljonesa \| \| \| \| \| \| Jintasaurus meniscus \| \| \| \| \| \| Probactrosaurus gobiensis \| \| \| \| \| \| Bactrosaurus johnsoni \| \| \| \| |
|  | |
|  | Eolambia caroljonesa |
|  | |
|  | Jintasaurus meniscus |
|  | |
|  | Probactrosaurus gobiensis |
|  | |
|  | Bactrosaurus johnsoni |
|  | |

|  | Eolambia caroljonesa      |
|  |                           |
|  | Jintasaurus meniscus      |
|  |                           |
|  | Probactrosaurus gobiensis |
|  |                           |
|  | Bactrosaurus johnsoni     |
|  |                           |

|  | Gongpoquansaurus mazongshanensis |
|  | |
|  | \| \| Eolambia caroljonesa \| \| \| \| \| \| Jintasaurus meniscus \| \| \| \| \| \| Probactrosaurus gobiensis \| \| \| \| \| \| Bactrosaurus johnsoni \| \| \| \| |
|  | |
|  | Eolambia caroljonesa |
|  | |
|  | Jintasaurus meniscus |
|  | |
|  | Probactrosaurus gobiensis |
|  | |
|  | Bactrosaurus johnsoni |
|  | |

|  | Eolambia caroljonesa      |
|  |                           |
|  | Jintasaurus meniscus      |
|  |                           |
|  | Probactrosaurus gobiensis |
|  |                           |
|  | Bactrosaurus johnsoni     |
|  |                           |

|  | Gongpoquansaurus mazongshanensis |
|  | |
|  | \| \| Eolambia caroljonesa \| \| \| \| \| \| Jintasaurus meniscus \| \| \| \| \| \| Probactrosaurus gobiensis \| \| \| \| \| \| Bactrosaurus johnsoni \| \| \| \| |
|  | |
|  | Eolambia caroljonesa |
|  | |
|  | Jintasaurus meniscus |
|  | |
|  | Probactrosaurus gobiensis |
|  | |
|  | Bactrosaurus johnsoni |
|  | |

|  | Eolambia caroljonesa      |
|  |                           |
|  | Jintasaurus meniscus      |
|  |                           |
|  | Probactrosaurus gobiensis |
|  |                           |
|  | Bactrosaurus johnsoni     |
|  |                           |

|  | Gongpoquansaurus mazongshanensis |
|  | |
|  | \| \| Eolambia caroljonesa \| \| \| \| \| \| Jintasaurus meniscus \| \| \| \| \| \| Probactrosaurus gobiensis \| \| \| \| \| \| Bactrosaurus johnsoni \| \| \| \| |
|  | |
|  | Eolambia caroljonesa |
|  | |
|  | Jintasaurus meniscus |
|  | |
|  | Probactrosaurus gobiensis |
|  | |
|  | Bactrosaurus johnsoni |
|  | |

|  | Eolambia caroljonesa      |
|  |                           |
|  | Jintasaurus meniscus      |
|  |                           |
|  | Probactrosaurus gobiensis |
|  |                           |
|  | Bactrosaurus johnsoni     |
|  |                           |

|  | Gongpoquansaurus mazongshanensis |
|  | |
|  | \| \| Eolambia caroljonesa \| \| \| \| \| \| Jintasaurus meniscus \| \| \| \| \| \| Probactrosaurus gobiensis \| \| \| \| \| \| Bactrosaurus johnsoni \| \| \| \| |
|  | |
|  | Eolambia caroljonesa |
|  | |
|  | Jintasaurus meniscus |
|  | |
|  | Probactrosaurus gobiensis |
|  | |
|  | Bactrosaurus johnsoni |
|  | |

|  | Eolambia caroljonesa      |
|  |                           |
|  | Jintasaurus meniscus      |
|  |                           |
|  | Probactrosaurus gobiensis |
|  |                           |
|  | Bactrosaurus johnsoni     |
|  |                           |

|  | Gongpoquansaurus mazongshanensis |
|  | |
|  | \| \| Eolambia caroljonesa \| \| \| \| \| \| Jintasaurus meniscus \| \| \| \| \| \| Probactrosaurus gobiensis \| \| \| \| \| \| Bactrosaurus johnsoni \| \| \| \| |
|  | |
|  | Eolambia caroljonesa |
|  | |
|  | Jintasaurus meniscus |
|  | |
|  | Probactrosaurus gobiensis |
|  | |
|  | Bactrosaurus johnsoni |
|  | |

|  | Eolambia caroljonesa      |
|  |                           |
|  | Jintasaurus meniscus      |
|  |                           |
|  | Probactrosaurus gobiensis |
|  |                           |
|  | Bactrosaurus johnsoni     |
|  |                           |

|  | Gongpoquansaurus mazongshanensis |
|  | |
|  | \| \| Eolambia caroljonesa \| \| \| \| \| \| Jintasaurus meniscus \| \| \| \| \| \| Probactrosaurus gobiensis \| \| \| \| \| \| Bactrosaurus johnsoni \| \| \| \| |
|  | |
|  | Eolambia caroljonesa |
|  | |
|  | Jintasaurus meniscus |
|  | |
|  | Probactrosaurus gobiensis |
|  | |
|  | Bactrosaurus johnsoni |
|  | |

|  | Eolambia caroljonesa      |
|  |                           |
|  | Jintasaurus meniscus      |
|  |                           |
|  | Probactrosaurus gobiensis |
|  |                           |
|  | Bactrosaurus johnsoni     |
|  |                           |

|  | Gongpoquansaurus mazongshanensis |
|  | |
|  | \| \| Eolambia caroljonesa \| \| \| \| \| \| Jintasaurus meniscus \| \| \| \| \| \| Probactrosaurus gobiensis \| \| \| \| \| \| Bactrosaurus johnsoni \| \| \| \| |
|  | |
|  | Eolambia caroljonesa |
|  | |
|  | Jintasaurus meniscus |
|  | |
|  | Probactrosaurus gobiensis |
|  | |
|  | Bactrosaurus johnsoni |
|  | |

|  | Eolambia caroljonesa      |
|  |                           |
|  | Jintasaurus meniscus      |
|  |                           |
|  | Probactrosaurus gobiensis |
|  |                           |
|  | Bactrosaurus johnsoni     |
|  |                           |

|  | Gongpoquansaurus mazongshanensis |
|  | |
|  | \| \| Eolambia caroljonesa \| \| \| \| \| \| Jintasaurus meniscus \| \| \| \| \| \| Probactrosaurus gobiensis \| \| \| \| \| \| Bactrosaurus johnsoni \| \| \| \| |
|  | |
|  | Eolambia caroljonesa |
|  | |
|  | Jintasaurus meniscus |
|  | |
|  | Probactrosaurus gobiensis |
|  | |
|  | Bactrosaurus johnsoni |
|  | |

|  | Eolambia caroljonesa      |
|  |                           |
|  | Jintasaurus meniscus      |
|  |                           |
|  | Probactrosaurus gobiensis |
|  |                           |
|  | Bactrosaurus johnsoni     |
|  |                           |

|  | Gongpoquansaurus mazongshanensis |
|  | |
|  | \| \| Eolambia caroljonesa \| \| \| \| \| \| Jintasaurus meniscus \| \| \| \| \| \| Probactrosaurus gobiensis \| \| \| \| \| \| Bactrosaurus johnsoni \| \| \| \| |
|  | |
|  | Eolambia caroljonesa |
|  | |
|  | Jintasaurus meniscus |
|  | |
|  | Probactrosaurus gobiensis |
|  | |
|  | Bactrosaurus johnsoni |
|  | |

|  | Eolambia caroljonesa      |
|  |                           |
|  | Jintasaurus meniscus      |
|  |                           |
|  | Probactrosaurus gobiensis |
|  |                           |
|  | Bactrosaurus johnsoni     |
|  |                           |

|  | Gongpoquansaurus mazongshanensis |
|  | |
|  | \| \| Eolambia caroljonesa \| \| \| \| \| \| Jintasaurus meniscus \| \| \| \| \| \| Probactrosaurus gobiensis \| \| \| \| \| \| Bactrosaurus johnsoni \| \| \| \| |
|  | |
|  | Eolambia caroljonesa |
|  | |
|  | Jintasaurus meniscus |
|  | |
|  | Probactrosaurus gobiensis |
|  | |
|  | Bactrosaurus johnsoni |
|  | |

|  | Eolambia caroljonesa      |
|  |                           |
|  | Jintasaurus meniscus      |
|  |                           |
|  | Probactrosaurus gobiensis |
|  |                           |
|  | Bactrosaurus johnsoni     |
|  |                           |

|  | Gongpoquansaurus mazongshanensis |
|  | |
|  | \| \| Eolambia caroljonesa \| \| \| \| \| \| Jintasaurus meniscus \| \| \| \| \| \| Probactrosaurus gobiensis \| \| \| \| \| \| Bactrosaurus johnsoni \| \| \| \| |
|  | |
|  | Eolambia caroljonesa |
|  | |
|  | Jintasaurus meniscus |
|  | |
|  | Probactrosaurus gobiensis |
|  | |
|  | Bactrosaurus johnsoni |
|  | |

|  | Eolambia caroljonesa      |
|  |                           |
|  | Jintasaurus meniscus      |
|  |                           |
|  | Probactrosaurus gobiensis |
|  |                           |
|  | Bactrosaurus johnsoni     |
|  |                           |

|  | Gongpoquansaurus mazongshanensis |
|  | |
|  | \| \| Eolambia caroljonesa \| \| \| \| \| \| Jintasaurus meniscus \| \| \| \| \| \| Probactrosaurus gobiensis \| \| \| \| \| \| Bactrosaurus johnsoni \| \| \| \| |
|  | |
|  | Eolambia caroljonesa |
|  | |
|  | Jintasaurus meniscus |
|  | |
|  | Probactrosaurus gobiensis |
|  | |
|  | Bactrosaurus johnsoni |
|  | |

|  | Eolambia caroljonesa      |
|  |                           |
|  | Jintasaurus meniscus      |
|  |                           |
|  | Probactrosaurus gobiensis |
|  |                           |
|  | Bactrosaurus johnsoni     |
|  |                           |

|  | Gongpoquansaurus mazongshanensis |
|  | |
|  | \| \| Eolambia caroljonesa \| \| \| \| \| \| Jintasaurus meniscus \| \| \| \| \| \| Probactrosaurus gobiensis \| \| \| \| \| \| Bactrosaurus johnsoni \| \| \| \| |
|  | |
|  | Eolambia caroljonesa |
|  | |
|  | Jintasaurus meniscus |
|  | |
|  | Probactrosaurus gobiensis |
|  | |
|  | Bactrosaurus johnsoni |
|  | |

|  | Eolambia caroljonesa      |
|  |                           |
|  | Jintasaurus meniscus      |
|  |                           |
|  | Probactrosaurus gobiensis |
|  |                           |
|  | Bactrosaurus johnsoni     |
|  |                           |

|  | Gongpoquansaurus mazongshanensis |
|  | |
|  | \| \| Eolambia caroljonesa \| \| \| \| \| \| Jintasaurus meniscus \| \| \| \| \| \| Probactrosaurus gobiensis \| \| \| \| \| \| Bactrosaurus johnsoni \| \| \| \| |
|  | |
|  | Eolambia caroljonesa |
|  | |
|  | Jintasaurus meniscus |
|  | |
|  | Probactrosaurus gobiensis |
|  | |
|  | Bactrosaurus johnsoni |
|  | |

|  | Eolambia caroljonesa      |
|  |                           |
|  | Jintasaurus meniscus      |
|  |                           |
|  | Probactrosaurus gobiensis |
|  |                           |
|  | Bactrosaurus johnsoni     |
|  |                           |

|  | Gongpoquansaurus mazongshanensis |
|  | |
|  | \| \| Eolambia caroljonesa \| \| \| \| \| \| Jintasaurus meniscus \| \| \| \| \| \| Probactrosaurus gobiensis \| \| \| \| \| \| Bactrosaurus johnsoni \| \| \| \| |
|  | |
|  | Eolambia caroljonesa |
|  | |
|  | Jintasaurus meniscus |
|  | |
|  | Probactrosaurus gobiensis |
|  | |
|  | Bactrosaurus johnsoni |
|  | |

|  | Eolambia caroljonesa      |
|  |                           |
|  | Jintasaurus meniscus      |
|  |                           |
|  | Probactrosaurus gobiensis |
|  |                           |
|  | Bactrosaurus johnsoni     |
|  |                           |

## Découverte
Les parties de squelette du Gongpoquansaurus mazongshanensis ont été découvertes dans la partie sud-est du bassin de Gongpoquan au cours de l'expédition sino-japonaise Silk Road Dinosaure Expedition, pendant l'été 1992, dans la ville de Mazongshan, dans le Xian autonome mongol de Subei, ainsi que dans la ville de Jiuquan, dans la province de Gansu, tous situés dans l'unité gris moyen de la formation de Zhonggou du groupe de Xinminpu et faisant partie du Crétacé inférieur, durant une partie de l'Albien. Cette unité de la formation fait partie depuis 2006 du Géoparc des dinosaures Subei Gongpoquand de la province de Gansu couvrant une superficie de 2 288 km2.

## Paléobiologie

### Alimentation
D'après Peter Dodson, le Gongpoquansaurus mazongshanensis est un « two-legged plant-eater », soit, en français, un mangeur de plantes à deux pattes, ce qui signifierait que ce dinosaure était un herbivore bipède.